# Jean-Baptiste de Chabot
Pour les autres membres de la famille, voir Famille Chabot.
Ne doit pas être confondu avec Jean-Baptiste Chabot.
Jean-Baptiste de Chabot, né à Marigny-Brizay le 21 février 1740 et mort à Picpus le 28 avril 1819, est un ecclésiastique français. Il fut durant plus de 20 ans évêque de Saint-Claude puis de Mende.

## Biographie
Marie Jean-Baptiste Chabot est né le 21 février 1740 à Marigny-Brizay, dans le Poitou, de Pierre François Chabot, seigneur du Puy (1706-1767) et d'Angélique Élisabeth Aymer, dame de Germond. Il appartenait à la famille Chabot.
Il est nommé et sacré évêque de Saint-Claude au début de l'été 1785. Il arrive à la tête de cet évêché au moment où les troubles de Révolution française commencent à se faire sentir. Il est d'ailleurs évincé en 1791 par François Xavier Moïse, évêque constitutionnel du Jura. Ce sera la cause de son exil vers la Suisse et Lugano en 1795 et 1796. Il donne sa démission en 1801, sur la demande du pape, à la suite du Concordat de 1801.
Quelques mois plus tard, il est nommé évêque de Mende, le 9 avril 1802. Ce diocèse s'étendait sur les départements de la Lozère et de l'Ardèche, et comprenait donc une grande partie de l'ancien diocèse de Viviers. Durant cet épiscopat, il s'illustre en rétablissant le pèlerinage de Lalouvesc, en reconnaissant les reliques de saint Jean-François Régis. Il ne reste cependant que deux ans en Lozère, puisqu'il renonce à son siège en décembre 1804 sous la pression des autorités civiles. Il devient alors chanoine au chapitre impérial de Saint-Denis.
En 1817 il est nommé archevêque d'Auch, mais refuse le poste. Il se retire ensuite avec sa nièce Henriette Aymer de La Chevalerie (en) (1767-1834), fondatrice de la congrégation des Sacrés Cœurs de Jésus et de Marie. Il meurt le 28 avril 1819 à Picpus.

## Titre
- Baron de l'Empire (lettres patentes signées à Saint-Cloud le 10 septembre 1808)[3].

## Armoiries
| Image | Blasonnement |
| ----- | --- |
|       | Blason de Jean-Baptiste de Chabot D'or à trois chabots de gueules |
|       | Armes de baron de l'Empire D'or à trois chabots d'azur posés en fasce deux et un, quartier des barons-évêques brochant sur le tout. - Livrées : jaune, bleu et rouge. |